# Kramer contra Kramer (film)

Posterul original al filmului

Kramer contra Kramer este un film dramatic american din 1979 inspirat din romanul Kramer vs. Kramer al lui Avery Corman. Un cuplu căsătorit vrea să divorțeze și să stabilească custodia copilului. A primit cinci Premii Oscar în 1980 la categoriile Cel mai bun film, Cel mai bun regizor, Cel mai bun scenariu adaptat, Cel mai bun actor și Cea mai bună actriță în rol secundar.

## Distribuție
- Dustin Hoffman – Ted Kramer
- Meryl Streep – Joanna Kramer
- Justin Henry – Billy Kramer
- Jane Alexander – Margaret Phelps
- Petra King – Petie Phelps
- Melissa Morell – Kim Phelps
- Howard Duff – John Shaunessy
- George Coe – Jim O'Connor
- JoBeth Williams – Phyllis Bernard
- Howland Chamberlain – judecătorul Atkins
- Dan Tyra – grefierul

## Legături externe
- Kramer contra Kramer la Internet Movie Database
- Kramer contra Kramer (film) la Allmovie
- Kramer contra Kramer (film) la TCM Movie Database
- Kramer contra Kramer (film) la Rotten Tomatoes